# Lea Du Pont
Elizabeth Lea Carpenter Du Pont (także du Pont, Dupont, DuPont lub duPont; ur.  1939 – Wilmington, zm. 6 kwietnia 2012) – brydżystka reprezentująca Stany Zjednoczone, Włochy i ponownie Stany Zjednoczone, World Master w kategorii kobiet oraz Senior International Master (WBF).
Jej partnerem był Benito Garozzo.

## Wyniki brydżowe

### Olimpiady
Na olimpiadach uzyskała następujące rezultaty:
| Olimpiady brydżowe. Zawody teamów | Olimpiady brydżowe. Zawody teamów | Olimpiady brydżowe. Zawody teamów | Olimpiady brydżowe. Zawody teamów | Olimpiady brydżowe. Zawody teamów | Olimpiady brydżowe. Zawody teamów |
| Rok                               | Miejsce                           | Zawody                            | Kategoria                         | Drużyna                           | Pozycja                           |
| --------------------------------- | --------------------------------- | --------------------------------- | --------------------------------- | --------------------------------- | --------------------------------- |
| 1984                              | Seattle                           | 7. Olimpiada Teamów               | Kobiety                           | Italy                             | 5                                 |

### Zawody światowe
W światowych zawodach zdobyła następujące lokaty:
| Mistrzostwa Świata. Konkurencja teamów | Mistrzostwa Świata. Konkurencja teamów | Mistrzostwa Świata. Konkurencja teamów  | Mistrzostwa Świata. Konkurencja teamów | Mistrzostwa Świata. Konkurencja teamów | Mistrzostwa Świata. Konkurencja teamów |
| Rok                                    | Miejsce                                | Zawody                                  | Kategoria                              | Drużyna                                | Pozycja                                |
| -------------------------------------- | -------------------------------------- | --------------------------------------- | -------------------------------------- | -------------------------------------- | -------------------------------------- |
| 2010                                   | Filadelfia                             | 13. Seria Mistrzostw Świata             | Seniorzy                               | Tornay                                 | 29                                     |
| 2006                                   | Werona                                 | 12. Mistrzostwa Świata                  | Seniorzy                               | Romanin                                | 36                                     |
| 1998                                   | Lille                                  | 10. Mistrzostwa Świata                  | Seniorzy                               | Rosen                                  | 4                                      |
| 1996                                   | Rodos                                  | 1. Mistrzostwa Świata Teamów Mikstowych | Miksty                                 | Garozzo                                | 30                                     |
| 1994                                   | Albuquerque                            | 9. Mistrzostwa Świata                   | Open                                   | Rosen                                  | 33                                     |

| Mistrzostwa Świata. Konkurencja par | Mistrzostwa Świata. Konkurencja par | Mistrzostwa Świata. Konkurencja par | Mistrzostwa Świata. Konkurencja par | Mistrzostwa Świata. Konkurencja par | Mistrzostwa Świata. Konkurencja par |
| Rok                                 | Miejsce                             | Zawody                              | Kategoria                           | Partner                             | Pozycja                             |
| ----------------------------------- | ----------------------------------- | ----------------------------------- | ----------------------------------- | ----------------------------------- | ----------------------------------- |
| 2006                                | Werona                              | 12. Mistrzostwa Świata              | Seniorzy                            | Benito Garozzo                      | 89                                  |
| 2002                                | Montreal                            | 11. Mistrzostwa Świata              | Open                                | Benito Garozzo                      | 86                                  |
| 2002                                | Montreal                            | 11. Mistrzostwa Świata              | Miksty                              | Benito Garozzo                      | 73                                  |
| 1998                                | Lille                               | 10. Mistrzostwa Świata              | Seniorzy                            | Benito Garozzo                      | 2                                   |
| 1998                                | Lille                               | 10. Mistrzostwa Świata              | Miksty                              | Benito Garozzo                      | 63                                  |
| 1990                                | Genewa                              | 8. Mistrzostwa Świata               | Open                                | Benito Garozzo                      | 53                                  |
| 1978                                | Nowy Orlean                         | 5. Mistrzostwa Świata               | Miksty                              | Benito Garozzo                      | 23                                  |

### Zawody europejskie
W europejskich zawodach zdobyła następujące lokaty:
| Zawody europejskie. Konkurencja teamów | Zawody europejskie. Konkurencja teamów | Zawody europejskie. Konkurencja teamów | Zawody europejskie. Konkurencja teamów | Zawody europejskie. Konkurencja teamów | Zawody europejskie. Konkurencja teamów |
| Rok                                    | Miejsce                                | Zawody                                 | Kategoria                              | Drużyna                                | Pozycja                                |
| -------------------------------------- | -------------------------------------- | -------------------------------------- | -------------------------------------- | -------------------------------------- | -------------------------------------- |
| 2003                                   | Mentona                                | 1. Otwarte Mistrzostwa Europy          | Miksty                                 | Soroldoni                              | 5                                      |
| 1985                                   | Salsomaggiore                          | 37. Mistrzostwa Europy Teamów          | Open                                   | Italy                                  | 3                                      |

| Zawody europejskie. Konkurencja par | Zawody europejskie. Konkurencja par | Zawody europejskie. Konkurencja par | Zawody europejskie. Konkurencja par | Zawody europejskie. Konkurencja par | Zawody europejskie. Konkurencja par |
| Rok                                 | Miejsce                             | Zawody                              | Kategoria                           | Partner                             | Pozycja                             |
| ----------------------------------- | ----------------------------------- | ----------------------------------- | ----------------------------------- | ----------------------------------- | ----------------------------------- |
| 2003                                | Mentona                             | 1. Otwarte Mistrzostwa Europy       | Open                                | Benito Garozzo                      | 278                                 |

## Klasyfikacja
- Lea DUPONT – klasyfikacja WBF (ang.)